# Пиксилација
Пиксилација (енгл. pixilation) је поступак анимирања људи, глумаца, који се између две експозиције камере, мало помере, а затим мирно задрже тај положај за време снимања, једне или две сличице. Затим се глумац опет мало покрене на тражени начин и заустави за ново снимање итд. 
Резултат примењивања ове технике је надреалан поглед на наш стварни свет. Закони физике и стварног света се више не примењују јер користимо анимацију, али пошто су наша средина и ликови стварни, на тај начин се ствара јединствен утисак о филму.
Најпознатији краткометражни филм израђен овом техником је филм: Суседи Нормана Макларена (Norman McLaren).
Пиксилација се ретко користи у играном филму, на пример, у филму Паклена поморанџа (1971), Стенлија Кјубрика, или Чаплин (1992), Ричарда Атенбороа, када у гардероби јунак бира делове одеће које ће га окарактерисати као лик малог скитнице итд.